# Championnat de Géorgie de football 1994-1995
Navigation
Saison précédente Saison suivante
La saison 1994-1995 du Championnat de Géorgie de football était la 6e édition de la première division géorgienne. Le championnat, appelé Umaglesi Liga, regroupe les seize meilleurs clubs géorgiens au sein d'une poule unique où les équipes se rencontrent deux fois dans la saison, à domicile et à l'extérieur. En fin de saison, les 2 derniers du classement sont relégués et remplacés par les deux meilleurs clubs de deuxième division.
Le club du FC Dinamo Tbilissi, tenant du titre depuis 5 saisons, remporte à nouveau le championnat, avec 4 points d'avance sur le FC Samtredia et 15 sur le Kolkheti 1913 Poti. Le Dinamo réussit le doublé avec sa victoire en Coupe de Géorgie, battant en finale le Dinamo Batoum.

## Les 16 clubs participants
| - FC Dinamo Tbilissi - Guria Lanchkhuti - Metalurg Rustavi - Kolkheti 1913 Poti - Torpedo Koutaïssi - Dinamo Batoum - Dinamo Zugdidi - Iberia Khashuri | - Duruji Kvareli - Promu de Pirveli Liga - Sapovnela Terdzhola - Dila Gori - FC Samtredia - Samgurali Tskhaltubo - Shevardeni Tbilissi - Kakheti Telavi - Margveti Zestaponi |

## Compétition

### Classement
Le barème de points servant à établir tous les classements se décompose ainsi :
- Victoire : 3 points
- Match nul : 1 point
- Défaite : 0 point

| Rang | Équipe                     | Pts | J  | G  | N  | P  | Bp  | Bc | Diff |
| ---- | -------------------------- | --- | -- | -- | -- | -- | --- | -- | ---- |
| 1    | FC Dinamo Tbilissi (T) (C) | 78  | 30 | 25 | 3  | 2  | 125 | 33 | +92  |
| 2    | FC Samtredia               | 74  | 30 | 24 | 2  | 4  | 75  | 25 | +50  |
| 3    | Kolkheti 1913 Poti         | 63  | 30 | 20 | 3  | 7  | 72  | 28 | +44  |
| 4    | Dinamo Batoum              | 54  | 30 | 16 | 6  | 8  | 69  | 40 | +29  |
| 5    | Dinamo Zugdidi             | 46  | 30 | 14 | 4  | 12 | 58  | 54 | +4   |
| 6    | Torpedo Koutaïssi          | 44  | 30 | 14 | 2  | 14 | 58  | 47 | +11  |
| 7    | Metalurg Rustavi           | 44  | 30 | 12 | 8  | 10 | 48  | 37 | +11  |
| 8    | Dila Gori                  | 37  | 30 | 10 | 7  | 13 | 25  | 35 | -10  |
| 9    | Margveti Zestafoni         | 36  | 30 | 10 | 6  | 14 | 35  | 53 | -18  |
| 10   | Shevardeni Tbilisi         | 32  | 30 | 8  | 8  | 14 | 35  | 48 | -13  |
| 11   | Iveria Khashuri            | 31  | 30 | 9  | 4  | 17 | 42  | 58 | -16  |
| 12   | Kakheti Telavi             | 31  | 30 | 7  | 10 | 13 | 37  | 59 | -22  |
| 13   | Guria Lanchkhuti           | 30  | 30 | 8  | 6  | 16 | 36  | 81 | -45  |
| 14   | Duruji Kvareli (P)         | 27  | 30 | 8  | 3  | 19 | 28  | 65 | -37  |
| 15   | Sapovnela Terdzhola        | 24  | 30 | 6  | 6  | 18 | 34  | 76 | -42  |
| 16   | Samgurali Tskhaltubo       | 21  | 30 | 5  | 6  | 19 | 30  | 68 | -38  |

|  | Qualification pour la Coupe des Coupes 1995-1996                                         |
|  | Qualification pour la Coupe UEFA 1995-1996                                               |
|  | Relégation directe en deuxième division                                                  |
|  | (T) : Tenant du titre (C) : Vainqueur de la Coupe de Géorgie (P) : Promu de Pirveli Liga |

## Bilan de la saison
| Championnat de Géorgie de football 1994-1995 |                               |
| Champion                                     | FC Dinamo Tbilissi (6e titre) |
| Coupes et trophées                           |                               |
| Vainqueur de la Coupe de Géorgie 1994-1995   | FC Dinamo Tbilissi            |
| Qualifications continentales                 |                               |
| Coupe des Coupes 1995-1996                   | Dinamo Batoum                 |
| Coupe UEFA 1995-1996                         | FC Dinamo Tbilissi            |
| Coupe UEFA 1995-1996                         | FC Samtredia                  |
| Promotions et relégations                    |                               |
| Promus en Umaglesi Liga                      | Sioni Bolnissi                |
| Promus en Umaglesi Liga                      | Egrisi Senaki                 |
| Relégués en Pirveli Liga                     | Sapovnela Terdzhola           |
| Relégués en Pirveli Liga                     | Samgurali Tskhaltubo          |